# Tống Thương công
Tống Thương công (chữ Hán: 宋殤公; 750 TCN-711 TCN), tên thật là Tử Di (子夷), là vị vua thứ 15 của nước Tống – chư hầu nhà Chu trong lịch sử Trung Quốc.

## Thân thế
Tống Thương công là con thứ của Tống Tuyên công – vua thứ 13 nước Tống. Cha ông truyền ngôi cho chú là Mục công mà không nhường ngôi cho ông. Khi Mục công sắp mất, nhớ ơn cha ông, bèn truyền ngôi cho ông chứ không truyền cho con mình là công tử Phùng. Năm 719 TCN, Mục công mất, Tử Dữ Di lên nối ngôi, tức là Tống Thương công.
Người em họ Tử Phùng bỏ trốn sang nước Trịnh, được Trịnh Trang công cho ở nhờ.

## Chiến tranh với nước Trịnh
Vệ Châu Dụ mới giết Vệ Hoàn công giành ngôi, để lấy uy thế, bèn đề nghị Tống Thương công cùng đánh Trịnh. Tống Thương công lấy cớ Trịnh Trang công chứa chấp công tử Phùng nên nhất trí với Châu Dụ, cùng mời thêm nước Trần và nước Sái. Bốn nước cùng mang quân đánh Trịnh. Sau đó lại gọi thêm nước Lỗ, công tử Huy nước Lỗ mang quân đi hội. Quân 5 nước vây đất Đông Môn nước Trịnh một thời gian rồi gặt lúa lấy mang về nước.
Năm 718 TCN, nhân có người nước Chu đến tố cáo nước Tống lấn đất, Trịnh Trang công mang quân đánh Tống báo thù việc xâm lược năm trước. Hai bên đánh nhau bất phân thắng bại.
Tống Thương công chưa chịu ngừng chiến, mang quân vây đánh đất Trường Cát của nước Trịnh. Nhân lúc vua Trịnh đi đánh Trần, Tống Thương công đánh chiếm Trường Cát.
Năm 713 TCN, Trịnh Trang công cùng Tề Ly công và công tử Huy nước Lỗ hội binh đánh Tống. Quân Trịnh lần lượt đánh chiếm đất Cáo và đất Phòng của Tống, đều cho nước Lỗ. Tống Thương công liên minh với nước Vệ, nước Sái chống lại. Tháng 7 năm đó, vua Tống và vua Vệ lấy cớ tiến vào nước Đái – phụ dung của nước Trịnh - nhân tiện đánh nước Sái. Sau đó liên quân Tống-Vệ-Sái có bất hòa, Trịnh Trang công bèn tiến vào nước Đái, đánh bại liên quân Tống-Vệ-Sái.

## Bị giết
Thái tể Hoa Đốc ra đường, thấy vợ Khổng Phụ Gia đẹp, nảy ý muốn chiếm đoạt. Tháng 2 năm 711 TCN Hoa Đốc mang quân tập kích nhà Khổng Phụ Gia, giết chết Phụ Gia. Tống Thương công rất giận. Hoa Đốc sợ bị trị tội, bèn mang quân tấn công luôn vào cung, giết chết Tống Thương công.
Trịnh Trang công bèn họp các nước Lỗ, Tề, Trần cùng bàn về loạn nước Tống. Hoa Đốc bèn mang của đút lót cho cả bốn nước và xin đón công tử Phùng về nước làm vua. Trịnh Trang công và các chư hầu bằng lòng, cho Tử Phùng về nước lên ngôi, tức là Tống Trang công.
Tống Thương công làm vua được 9 năm.